# Hmyzožravost

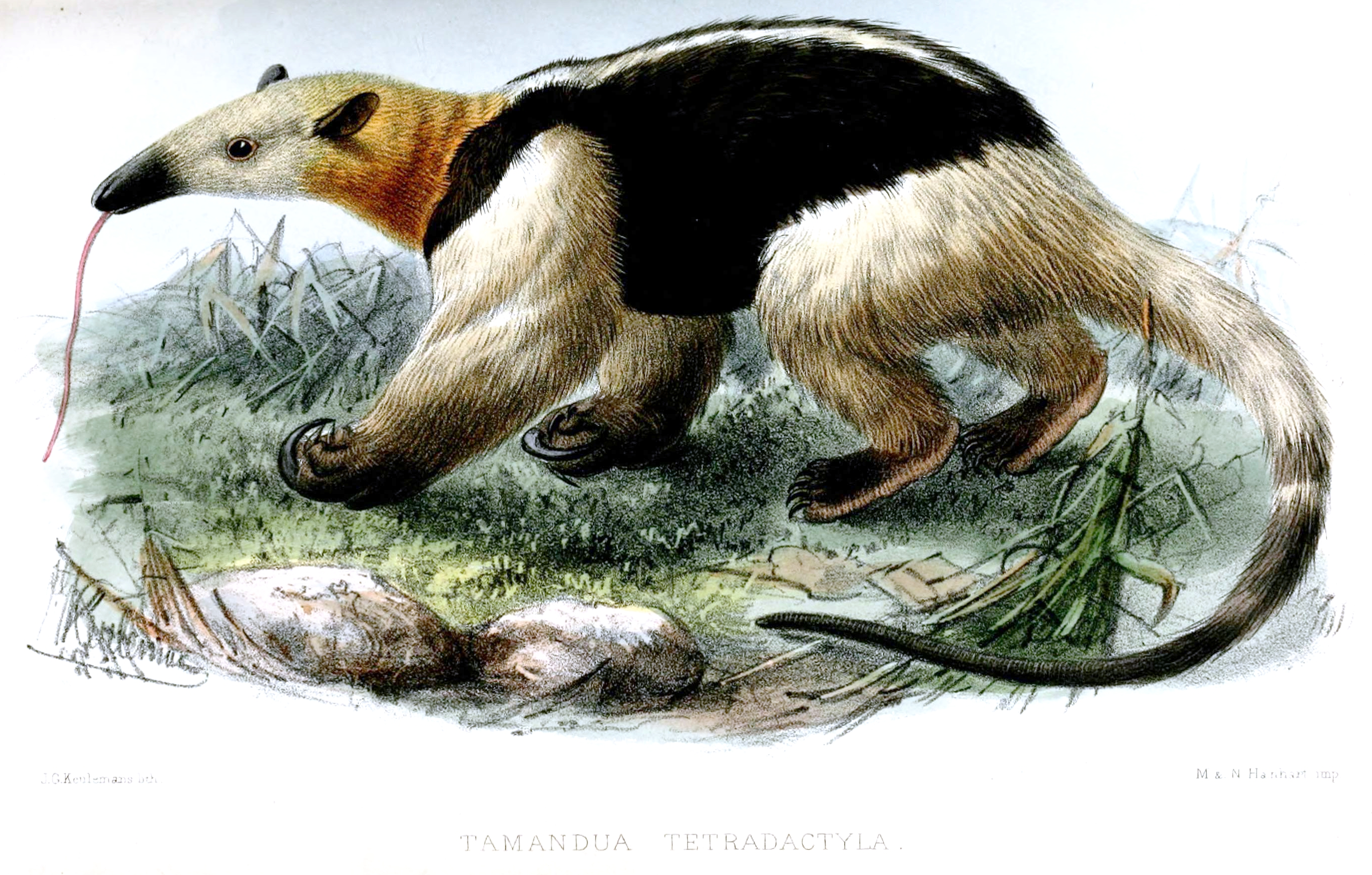
Mravenečník čtyřprstý může sloužit jako příklad hmyzožravého živočicha

Hmyzožravost, jinak také insektivorie nebo entomofágie je označení pro potravní specializaci především na hmyz, v širším smyslu i ostatní členovce (jako jsou pavouci).

## Pozadí
Hmyzožravost se coby potravní strategie významněji rozšířila již od mohutné diverzifikace suchozemského hmyzu v průběhu karbonu. Před věkem karbonského kasimovianu, jehož počátek je kladen do období před asi 307 a konec před asi 303,7 miliony lety, zastávalo asi 70 % tehdejších tetrapodů stále spíše rybožravé (piscivorní) zvyky, a to v souladu s jejich původem ve vodním prostředí – podíl hmyzožravých forem se nicméně postupně zvyšoval. S kolapsem karbonských pralesních ekosystémů před asi 305 miliony lety se některé linie „plazů“ přeorientovaly na masožravý a poprvé i na býložravý způsob obživy, zatímco obojživelníkům zůstala nadále vlastní spíše piscivorie a insektivorie. Mezi bezobratlými převažovala detritivorie, komplexní ekosystémy karbonu však zahrnovaly i specializované dravé skupiny hmyzu. Lze zmínit například kmenové linie vážek, jako byl řád Meganisoptera charakteristický mohutným rozpětím křídel a hustým žilkováním křídel. Značný rozkvět různých skupin hmyzožravců nastal v důsledku  diverzifikace krytosemenných rostlin a hmyzu v průběhu křídy.
Studie Rosenberga & kol. z roku 2023 odhaduje současnou celkovou hmotnost suché biomasy půdních členovců na zhruba 200 milionů tun (100 až 400 Mt), z toho šestinozí (Hexapoda; = hmyz v širším smyslu) se na hmotnosti půdní biomasy podílejí z více než ¾. Zhruba 40 % hmotnosti biomasy půdních členovců je tvořeno pouze termity (Isoptera). Stejná práce odhaduje suchou biomasu členovců žijících ve zbylých stanovištích na 50, resp. 20 až 100 Mt, potenciálně až na 200 Mt. I v tomto případě zřejmě hmyz hmotnostně dominuje, byť autoři práce nedokázali přinést konkrétní kvantifikaci.

## Hmyzožravost živočichů

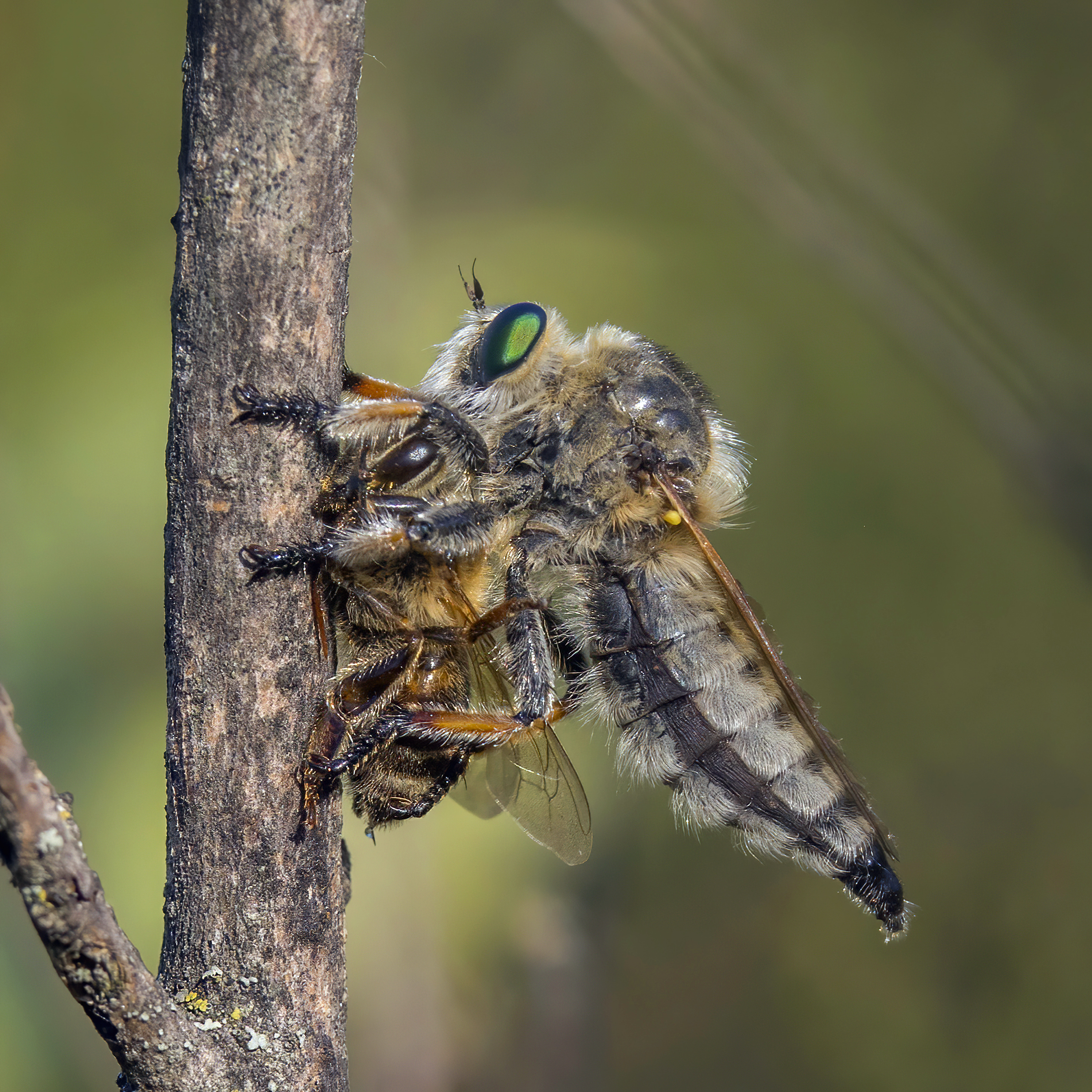
Roupec s ulovenou včelou

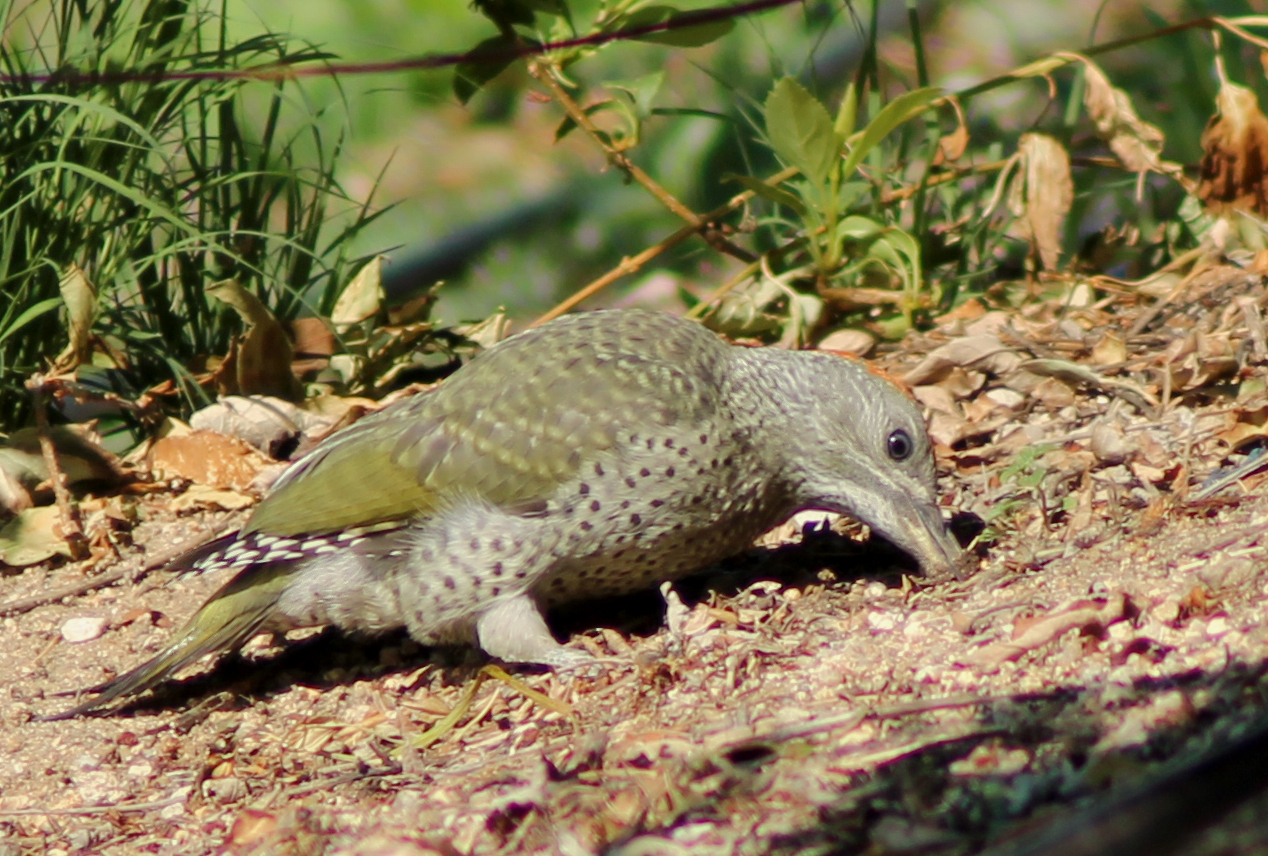
Žluna zelená (Picus viridis) krmící se na mravencích

Z hlediska nutričních hodnot dospělý hmyz zahrnuje asi 50–75 % bílkovin a 5–35 % lipidů, v případě larev denních a nočních motýlů přibližně 40–70 % bílkovin a 10–40 % lipidů. Vyjma bílkovinné složky platí hmyz také za dobrý zdroj fosforu a většiny stopových prvků a vitaminů, naopak obsahuje pouze malé množství nechitinových sacharidů a samotná chitinová kutikula bývá obtížně stravitelná. Někteři hmyzožravci, jako jsou ptáci, mohou před vlastní konzumací určité chitinózní části odstranit, případně nestrávenou kutikulu následně vyvrhnout. Vzhledem k tomu, že potrava tvořená hmyzem nevyžaduje fermentaci jako rostlinný materiál, hmyzožravci mívají často krátká střeva a malé či chybějící slepé střevo. Tato skutečnost platí v případě savců i ptáků, podobně i pulcům žab se v průběhu metamorfózy střeva obvykle zkracují.
Hmyz tvoří dominantní, nebo alespoň částečný podíl jídelníčku širokého spektra živočichů, přičemž pro některé z nich je typická i skutečnost, že se hmyzem živí pouze určitou část svého života. Hmyz představuje například jednu z klíčových složek potravy mnohých obojživelníků, jako jsou žáby, ale zatímco dospělci žab se obvykle živí hmyzožravě, jejich pulci bývají detritivorní. Podobně asi 80 % ptačích čeledí zařazuje do svého jídelníčku určitý podíl hmyzu, ale řada ptáků krmí hmyzem pouze svá mláďata, zatímco v dospělosti zastává spíše býložravé potravní návyky. Hmyzem se živí četní šupinatí plazi, v mnohých případech i s konkrétní potravní specializací, obvykle myrmekofágií – stravu založenou na mravencích lze pozorovat například u amerických ropušníků rodu Phrynosoma. Hmyzožravé návyky mají v rámci šupinatých dokonci i někteří hadi, obvykle jejich bazální čeledi, jako jsou slepákovití (Typhlopidae), slepanovití (Leptotyphlopidae) a slepčíkovití (Anomalepidae), jejichž zástupci se živí vajíčky, larvami a kuklami mravenců a termitů. Jiná skupina plazů, hatérie, konzumuje bezobratlé z asi 75 %, přičemž hlavní podíl stravy tvoří velký nelétavý hmyz. V rámci paprskoploutvých ryb představují pozoruhodný příklad hmyzožravců někteří stříkounovití (Toxotidae), již pomocí proudu vody vypuzeného z tlamy sestřelují hmyz nad vodní hladinou.
Vyjma obratlovců tvoří hmyz nedílnou součást potravy rovněž pro řadu ostatních bezobratlých, z toho asi 10 % známých druhů hmyzu loví jiné organismy, zejména jiný hmyz. Oproti predátorům, mezi něž lze zařadit například vážky, kudlanky nebo čeleď roupcovitých (Asilidae), však mezi hmyzem dominují spíše parazitoidi, využívající ostatní hmyz či pavouky jako potravu pro své larvy (např. dvoukřídlí z čeledi Tachinidae, četní blanokřídlí), zatímco dospělci se živí nektarem, pylem, případně nepřijímají potravu vůbec. Mezi parazitoidy hmyzu se etablují i některé jiné skupiny bezobratlých, jako jsou různé hlístice (čeleď Steinernematidae, řád Mermithida aj.) nebo strunovci (Nematomorpha), u nichž byla doložena parazitární manipulace se svými hostiteli. Hmyz tvoří dominantní část potravy taktéž v případě pavouků. Jejich kořistí se stávají zvláště dvoukřídlí a chvostoskoci, díky své početnosti převažující v potravě mnohých malých druhů, ale také brouci, rovnokřídlí a motýli.

### Hmyzožravost u savců

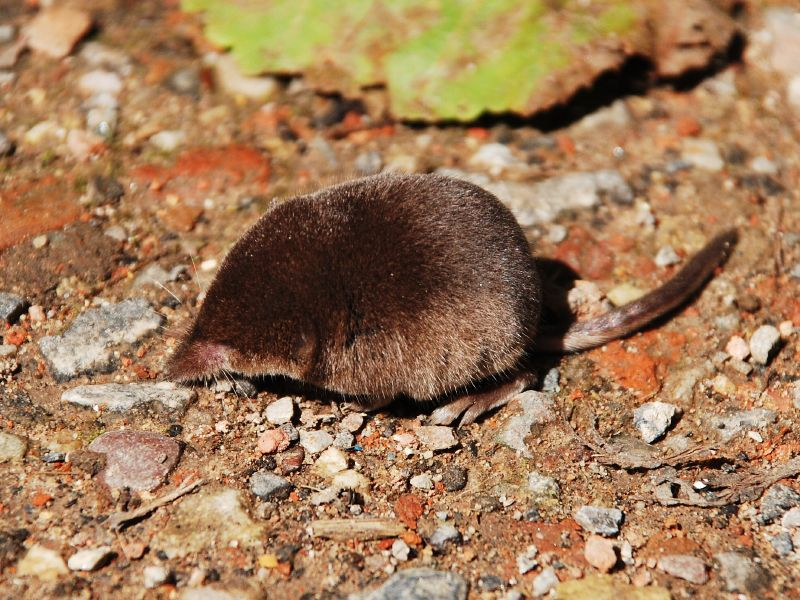
Rejsek malý (Sorex minutus) coby zástupce řádu Eulipotyphla

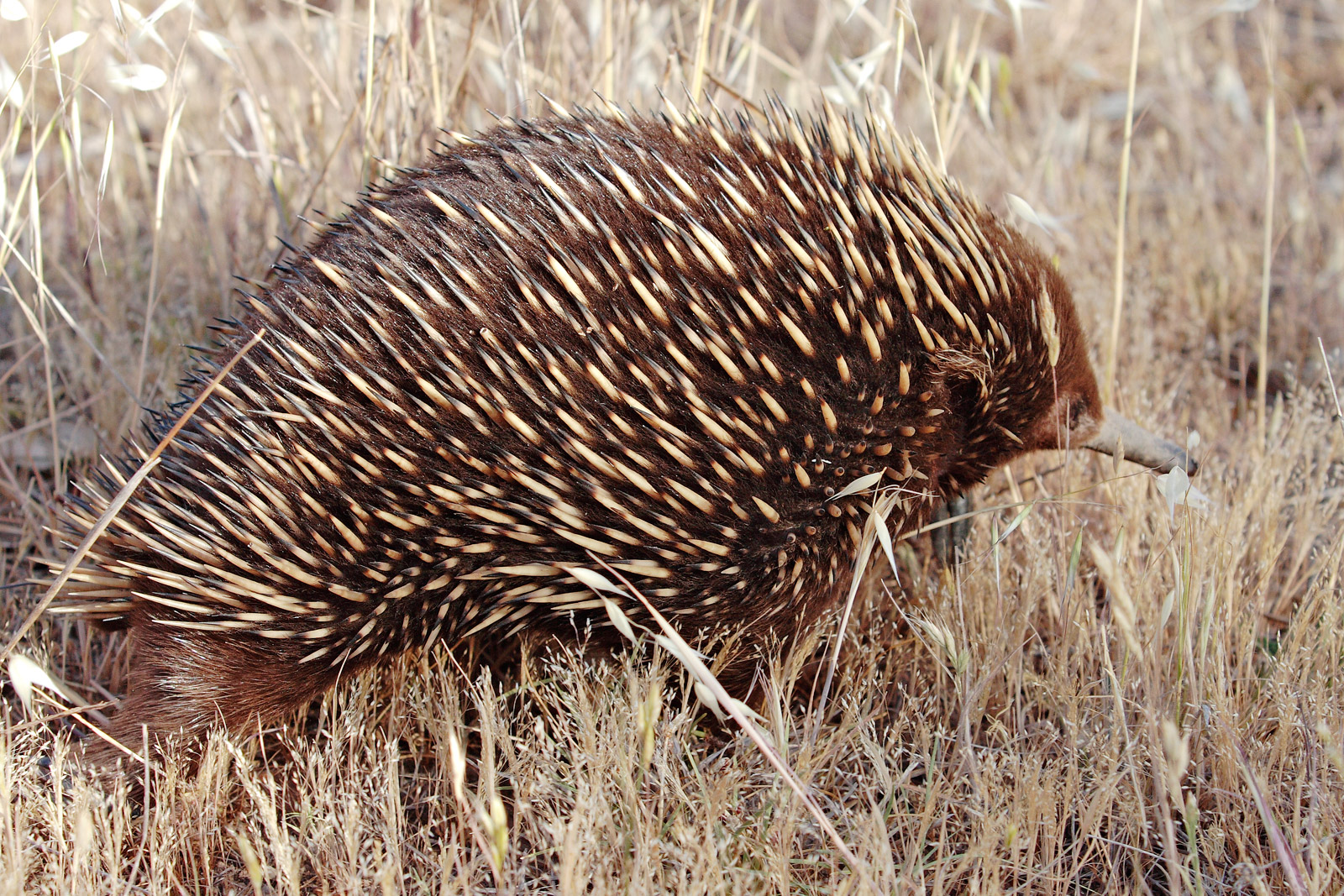
Ježura australská (Tachyglossus aculeatus)

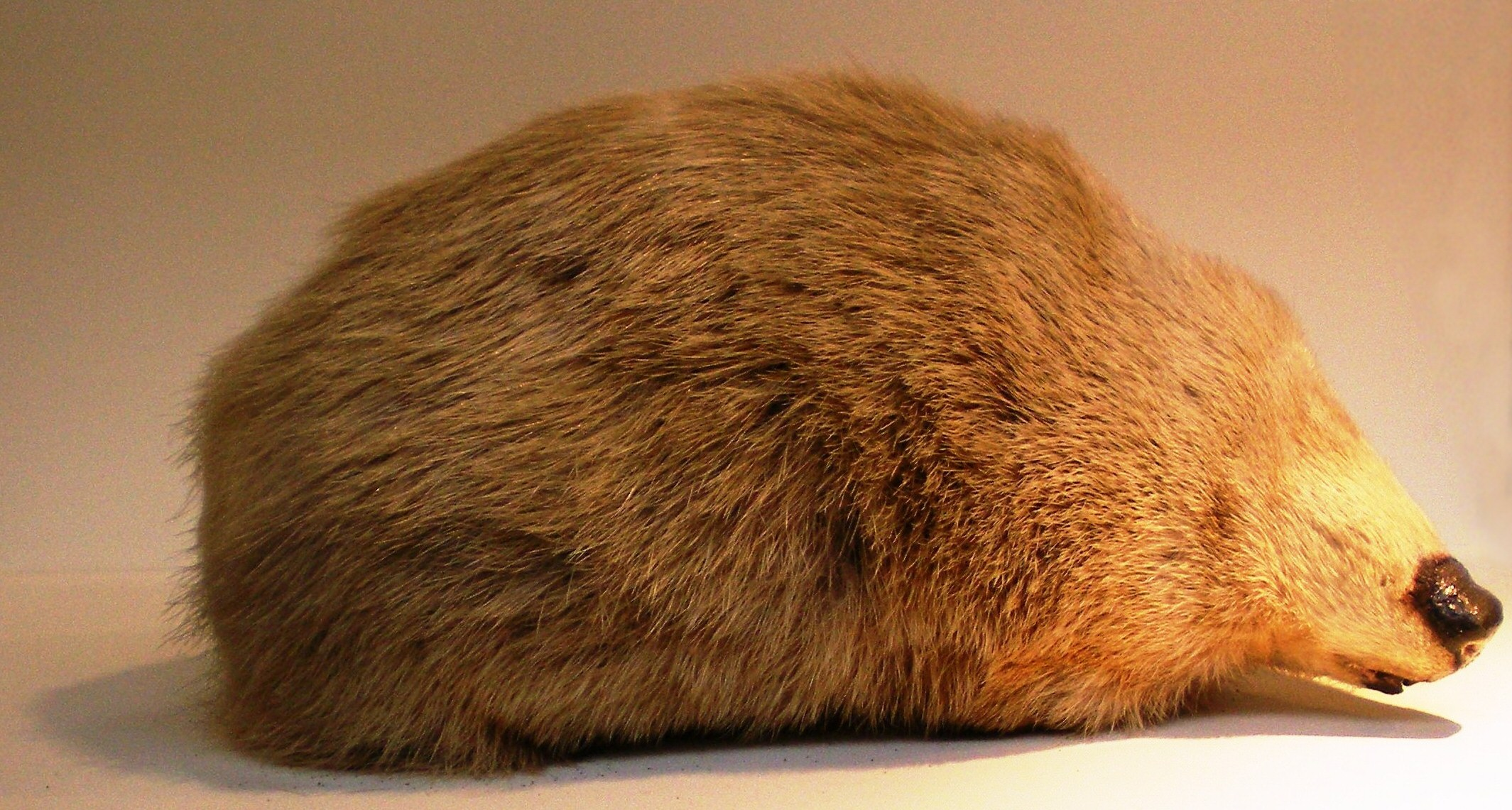
Zlatokrt velký (Chrysospalax trevelyani), zástupce afrosoricidů historicky sdružovaných se současnými zástupci řádu Eulipotyphla

Savci zasluhují zvláštní pozornost už kvůli skutečnosti, že je v rámci nich rozlišován samostatný řád hmyzožravci (Eulipotyphla), jenž nemůže být svým vymezením zaměňován s hmyzožravostí jako obecnou potravní strategií savců. Řád Eulipotyphla v současném pojetí zahrnuje čeledi ježkovití (Erinaceidae), rejskovití (Soricidae), krtkovití (Talpidae) a štětinatcovití (Solenodontidae), respektive ještě vyhynulou čeleď Nesophontidae z Velkých Antil. V některých systémech mohou ježci vystupovat coby samostatný řád Erinaceomorpha, zatímco ostatní čeledi v rámci řádu Soricomorpha; toto rozdělení je nicméně sporné a zřejmě ani nesplňuje požadavek na holofyletismus taxonů. Historická pojetí hmyzožravců (taxony Insectivora, Lipotyphla) v rámci nich sdružovala i povrchně podobné, byť nepříbuzné formy, z nichž zasluhují podobnost afrosoricidní savci z vývojové linie Afrotheria, jeden z ukázkových příkladů konvergentní evoluce v živočišné říši.
Hmyzožravci, včetně linií specializovaných výhradně konzumaci hmyzu, se objevují i u dalších savčích řádů, jmenovitě ptakořitných (Monotremata), vakokrtů (Notoryctemorphia), většiny netopýrů (řád Chiroptera), pásovců a mravenečníků (řády Cingulata, resp. Pilosa), luskounů (Pholidota), hrabáčů (Tubulidentata), některých šelem (Carnivora) a mnohých dalších. Pro hmyzožravé savce jsou charakteristické četné ostré zuby, vhodné k drcení tvrdého chitinového exoskeletu, stoličky nabývají tzv. dilambdodontní či zalambdodontní podoby. Zachycení kořisti mohou napomáhat mírně vystouplé řezáky. Myrmekofágii, specializovaný případ hmyzožravosti omezené na mravence a termity, nicméně doprovází spíše redukce chrupu, který se může dokonce zcela ztratit (mravenečníci, ježury, luskouni). Jiní myrmekofágové mají větší množství kolíkovitých či jinak modifikovaných, svou morfologií zjednodušených zubů: například u australského kunovce mravencojeda žíhaného (Myrmecobius fasciatus) činí počet zubů až 52, výrazně modifikované zuby bez kořenů mají afričtí hrabáči a hyenka hřivnatá (Proteles cristata), myrmekofágní šelma, má rovněž zjednodušený chrup, vyznačující se mj. kompletní redukcí trháků. Mezi další typické myrmekofágní adaptace patří znatelně prodloužený jazyk (jimž vynikají zvláště mravenečníci), případně hrabavé přední končetiny.
„Klasičtí hmyzožravci“, tj. vesměs savci drobnější velikosti s hmyzožravými návyky a noční aktivitou, často slouží jako analogie předpokládaného předka placentálních savců – je ovšem sporné, zda by primitivní znaky starobylých placentálů skutečně přetrvávaly ve své původní podobě. Samotný řád Eulipotyphla byl spojován s některými fosilními skupinami ze svrchního mezozoika, resp. raného kenozoika, jako byli Leptictida či Zalambdalestidae, hypotetická příbuznost však zůstává čistě v rovině spekulací. Některé teorie předpokládají, že rovněž předkové pravých primátů praktikovali hmyzožravost, přičemž podle těchto závěrů jak binokulární stereoskopické vidění, tak končetiny schopné citlivého úchopu usnadňovaly predaci ve stromových korunách. Této skutečnosti nasvědčuje i rekonstrukce adaptivního vývoje genů souvisejících s trávicím systémem z roku 2022, jež předky primátů vnímá jako stromové predátory lovící ze zálohy. Podobné chování praktikují i recentní hmyzožraví primáti, jako jsou komby či nártouni.

## Hmyzožravost rostlin
Jako hmyzožravost bývá někdy nazývána i schopnost konkrétních linií rostlin, konkrétně např. čeledí Sarraceniaceae, Nepenthaceae, Droseraceae a dalších, získávat živiny rozkladem hmyzu loveného za přispění specializovaných lapacích orgánů, jež typicky vznikají přetvořením listů (láčky, listy s tentakulemi aj.).